# Мост на дружбата (Катар - Бахрейн)
Вижте пояснителната страница за други значения на Мост на дружбата.
Мостът на дружбата между Бахрейн и Катар е все още в проект към началото на 2011 г. Към 2017 г. е заплануван да бъде заместен от ферибот.
Той ще бъде най-дългото в света мостово-виадуктово шосейно-железопътно съоръжение с дължина от 40 километра, включвайки 18 км диги и 22 км участъци с мостове и виадукти. Проектът ще свързва Северозападен Катар (край гр. Зубарах) с Манама (Бахрейн), както и - като естествено продължение на шосейния Мост на крал Фахд – със Североизточна Саудитска Арабия.
Договорът за изготвяне на проект е подписан през септември 2001 г. с финансиране от 60 милиона катарски драхми от Министерството на регионалните работи и земеделието на Катар. На 27 април 2011 г. бахрейнският вестник „Ал-Уасат“ съобщава, че се планира строителството на моста да започне същата година и да завърши през 2015 г., а стойността му да излезе приблизително 5 млрд. щ. дол. През декември 2012 г. министърът на външните работи на Бахрейн казва, че мостът ще бъде готов за предстоящото Световно първенство по футбол в Катар през 2022 г.